# 超ウラン元素
原子核物理学または化学において、超ウラン元素（ちょうウランげんそ、英: TRans-Uranium, TRU）とは、原子番号92のウランよりも重い元素を指す。

## 概要
原子番号が1〜92の元素は、6つの元素（43-テクネチウム、61-プロメチウム、85-アスタチン、87-フランシウム、89-アクチニウム、91-プロトアクチニウム）を除いて、自然界には比較的豊富に存在する。
しかし、原子番号93以降の元素（超ウラン元素）は、基本的に全て人工的に作り出さねばならない。また全て放射性で、半減期は地球の年齢よりかなり短い。よって、これらの元素が地球誕生の頃に存在していたとしても、はるか以前に消滅してしまっている。
現在地球上で発見される超ウラン元素は、基本的に原子炉や粒子加速器で人工的に作られたものである。但し、極微量の239Npと239Puは自然に生成され続けている。具体的には、ウラン鉱石が自発核分裂による中性子を捕獲した後、更に二段階のベータ崩壊を起こし、239Puとなる（238U > 239U > 239Np > 239Pu）。
発見されていない超ウラン元素や、発見されていてもまだ公式に名前がつけられていない元素には、IUPACの定めた元素の系統名を用いる。超ウラン元素の命名は、冷戦時には議論の原因となっていた。

## 発見したグループ
2016年現在、超ウラン元素の発見が認められた国はアメリカ、ロシア（旧ソビエト連邦）、ドイツ、日本の4カ国だけである（スウェーデンは後述の通り認められていない）。

### 冷戦期

#### カリフォルニア大学バークレー校
現在のローレンス・バークレー国立研究所、アメリカ合衆国
- エドウィン・マクミラン - 超ウラン元素の最初の生成者。
  - 93-ネプツニウム（Np）
- グレン・シーボーグ - 後任者。
  - 94-プルトニウム（Pu）
  - 95-アメリシウム（Am）
  - 96-キュリウム（Cm）
  - 97-バークリウム（Bk）
  - 98-カリホルニウム（Cf）
- アルバート・ギオルソ - キュリウム、バークリウム、カリホルニウムの発見時、シーボーグのチームに属しており、後任となった。
  - 99-アインスタイニウム（Es）
  - 100-フェルミウム（Fm）
  - 101-メンデレビウム（Md）
  - 102-ノーベリウム（No）
  - 103-ローレンシウム（Lr）
  - 104-ラザホージウム（Rf）
  - 105-ドブニウム（Db） - ハーニウムを提案していた。
  - 106-シーボーギウム（Sg）

#### 重イオン研究所（GSI、ドイツ）
- ペーター・アルムブルスターの下での発見。
  - 107-ボーリウム（Bh）
  - 108-ハッシウム（Hs）
  - 109-マイトネリウム（Mt）

#### ノーベル物理学研究所（スウェーデン）
このグループは冷戦期に新元素発見の報告をしたが、現在では当初の報告の正当性が疑われている。
- 102-ノーベリウム（No）の発見を主張した。発見は否定されたが、「ノーベリウム」という名称は最終的に認められた。

#### ドブナ原子核共同研究所（ソビエト連邦）
このグループは冷戦期に新元素発見の報告をしたが、現在では当初の報告の正当性が疑われている。
- ソビエト連邦時代
  - 104-ラザホージウム（Rf） - クルチャトビウム（Khurchatovium）を提案していた。
  - 105-ドブニウム（Db） - 主張は認められていないが、「ドブニウム」という名称が正式名称となっている。
  - 106-シーボーギウム（Sg）
  - 107-ボーリウム（Bh） - ニールスボーリウム（nielsbohrium）を提案していた。
  - 108-ハッシウム（Hs）
  - 109-マイトネリウム（Mt）

### 冷戦後

#### ローレンス・バークレー国立研究所（アメリカ合衆国）
- 116-リバモリウム（Lv） - 1999年に発見したと発表したが、2002年に捏造だと判明した。
- 118-オガネソン（Og） - 1999年に発見したと発表したが、2002年に捏造だと判明した。

#### 重イオン研究所（GSI、ドイツ）
- ホフマンの下での発見。
  - 110-ダームスタチウム（Ds）
  - 111-レントゲニウム（Rg）
  - 112-コペルニシウム（Cn）

#### ドブナ原子核共同研究所（ロシア）
- 114-フレロビウム（Fl）[1]
- 同研究所とローレンスリバモア国立研究所（アメリカ）との合同研究チームによる発見。
  - 116-リバモリウム（Lv）[2]
  - 113-ニホニウム（Nh）を発見したとしているが命名権は得られなかった。
  - 115-モスコビウム（Mc）を発見し命名権を取得。
  - 118-オガネソン (Og) の崩壊を観測したと2006年に報告[3]。

#### 理化学研究所（理研、日本）
- 113-ニホニウム（Nh）を発見し命名権を取得。

## 超ウラン元素の一覧
これらはネプツニウム、プルトニウムを除き自然界には存在しない。
- 93-ネプツニウム（Np）
- 94-プルトニウム（Pu）
- 95-アメリシウム（Am）
- 96-キュリウム（Cm）
- 97-バークリウム（Bk）
- 98-カリホルニウム（Cf）
- 99-アインスタイニウム（Es）
- 100-フェルミウム（Fm）
- 101-メンデレビウム（Md）
- 102-ノーベリウム（No）
- 103-ローレンシウム（Lr）
- 104-ラザホージウム（Rf）
- 105-ドブニウム（Db）
- 106-シーボーギウム（Sg）
- 107-ボーリウム（Bh）
- 108-ハッシウム（Hs）
- 109-マイトネリウム（Mt）
- 110-ダームスタチウム（Ds）
- 111-レントゲニウム（Rg）
- 112-コペルニシウム（Cn）
- 113-ニホニウム（Nh）
- 114-フレロビウム（Fl）
- 115-モスコビウム（Mc）
- 116-リバモリウム（Lv）
- 117-テネシン（Ts）
- 118-オガネソン（Og）

（第8周期以降の未発見元素は拡張周期表を参照）